# Lin (Lüliang)
Lin (en chino:临县, pinyin:Lín xiàn) es un condado bajo la administración directa de la ciudad-prefectura de Lüliang. Se ubica al oeste de la provincia de Shanxi, este de la República Popular China. Su área es de 2979 km² y su población total para 2010 fue de +500 mil habitantes.

## Administración
El condado de Lin se divide en 23 pueblos que se administran en 13 poblados y 10 villas.